# Savigny, Rhône
Savigny este o comună în departamentul Rhône din sud-estul Franței. În 2009 avea o populație de 1.921 de locuitori.

## Evoluția populației
| An        | 1975  | 1982  | 1990  | 1999  | 2006  | 2009  |
| --------- | ----- | ----- | ----- | ----- | ----- | ----- |
| Populație | 1.137 | 1.359 | 1.535 | 1.797 | 1.962 | 1.921 |